# 圣日耳曼德库拉梅尔
圣日耳曼德库拉梅尔（法語：Saint-Germain-de-Coulamer）是法国马耶讷省的一个市镇，位于该省东部偏北，属于马耶讷区。该市镇总面积17.72平方公里，2009年时的人口为403人。

## 人口
圣日耳曼德库拉梅尔人口变化图示